# Колонтаевка (Курская область)
Колонтаевка — посёлок в Льговском районе Курской области России. Входит в состав Густомойского сельсовета.

## География
Посёлок находится а западе центральной части Курской области, в пределах южной части Среднерусской возвышенности, в лесостепной зоне, при железнодорожной линии Глушково — Льгов-Киевский, на расстоянии примерно 10 километров (по прямой) к юго-западу от города Льгова, административного центра района. Абсолютная высота — 225 метров над уровнем моря.

### Климат
Климат характеризуется как умеренно континентальный, с тёплым летом и умеренно холодной зимой. Среднегодовая температура воздуха — 5,7 °С. Средняя температура воздуха самого тёплого месяца (июля) — 19,4 °C (абсолютный максимум — 32 °С); самого холодного (января) — −8,1 °C (абсолютный минимум — −26 °С). Безморозный период длится около 150 дней в году. Среднегодовое количество атмосферных осадков составляет 563 мм, из которых 391 мм выпадает в период с апреля по октябрь.
| Показатель                                                                      | Янв. | Фев. | Март | Апр. | Май  | Июнь | Июль | Авг. | Сен. | Окт. | Нояб. | Дек. | Год  |
| ------------------------------------------------------------------------------- | ---- | ---- | ---- | ---- | ---- | ---- | ---- | ---- | ---- | ---- | ----- | ---- | ---- |
| Средний суточный максимум, °C                                                   | −3,7 | −2,7 | 3,3  | 13,3 | 19,5 | 22,7 | 25,2 | 24,6 | 18,3 | 10,7 | 3,7   | −0,9 | 11,2 |
| Средняя температура, °C                                                         | −5,8 | −5,2 | −0,3 | 8,4  | 14,8 | 18,4 | 20,9 | 20   | 14,1 | 7,4  | 1,4   | −2,8 | 7,6  |
| Средний суточный минимум, °C                                                    | −8,2 | −8,3 | −4,4 | 2,9  | 9,2  | 13,1 | 15,8 | 14,8 | 9,8  | 4,1  | −0,9  | −5   | 3,6  |
| Норма осадков, мм                                                               | 51   | 44   | 48   | 50   | 63   | 71   | 76   | 53   | 57   | 57   | 47    | 49   | 666  |
| Источник: Погода по месяцам c ru.climate-data.org(дата обращения: Октябрь 2021) |      |      |      |      |      |      |      |      |      |      |       |      |      |

### Часовой пояс
Посёлок Колонтаевка, как и вся Курская область, находится в часовой зоне МСК (московское время). Смещение применяемого времени относительно UTC составляет +3:00.
| 2002 | 2010 |
| ---- | ---- |
| 573  | ↘358 |

### Половой состав
По данным Всероссийской переписи населения 2010 года в половой структуре населения мужчины составляли 40,8 %, женщины — соответственно 59,2 %.

### Национальный состав
Согласно результатам переписи 2002 года, в национальной структуре населения русские составляли 95 %.